# بازی دوم
بازی دوم (به رومانیایی: Al doilea joc) یک فیلم مستند رومانیایی به کارگردانی کورنلیو پورومبویو است که در سال ۲۰۱۴ منتشر شد.
این فیلم دربارهٔ شهرآورد ابدی میان «دینامو بخارست» و «استاوا بخارست» در ۳ دسامبر ۱۹۸۸ است.
این فیلم در شصت و چهارمین جشنواره بین‌المللی فیلم برلین به نمایش درآمد.